# Primula stricta
Primula stricta is een plant uit de sleutelbloemfamilie (Primulaceae).
De bloemen zijn  4-9 mm breed. De bloeitijd loopt van juni tot augustus. De kleur van de bloemen varieert van violet tot lila. 
Het plantje komt voor in Noord-Scandinavië en IJsland, vooral in de buurt van de kust.
... · P. auricula (Aurikel) · 
P. beesiana · 
P. bulleyana · 
P. clusiana · 
P. denticulata ·  
P. elatior (Slanke sleutelbloem) · 
P. farinosa · 
P. florindae · 
P. glutinosa (Kleverige sleutelbloem) · 
P. hirsuta · 
P. japonica · 
P. minima (Dwergsleutelbloem) · 
P. nutans · 
P. rosea · 
P. scandinavica · 
P. scotica · 
P. sieboldii · 
P. stricta · 
P. veris (Gulden sleutelbloem) · 
P. vulgaris (Stengelloze sleutelbloem) · ...